# Kevin Lawton
Kevin Lawton, novozelandski veslač, * 28. september 1960, Auckland.
Lawton je za Novo Zelandijo nastopil kot veslač četverca s krmarjem na Poletnih olimpijskih igrah 1984 v Los Angelesu. Z njim so v čolnu veslali še Don Symon, Barrie Mabbott, Ross Tong ter krmar Brett Hollister. Čoln je osvojil bronasto medaljo. 